# Tirsuli II
Tirsuli II (také Tirsuli West) je hora vysoká 7 035 m n. m. nacházející v pohoří Himálaj v Indickém státě Uttarákhand. Vrchol leží v Národním parku Nandá Déví. Vrchol je spojený hřebenem s 1,61 km vzdálenou Tirsuli I (7 075 m). Na jihovýchod se zvedá Hardeol (7 151 m) ve vzdálenosti 2,23 km.

## Prvovýstup
Prvovýstup provedla dne 17. července 2001 sedmičlenná expedice. Na vrcholu stanuli horolezci Kulwant S. Dhami, SS Bhandari, Rattan Singh, Amrik Singh, Jagmohan Singh, Karamjit Singh a Laxman Singh.